# Sematophyllum longinerve
Sematophyllum longinerve är en bladmossart som beskrevs av Georg Friedrich von Jaeger 1878. Sematophyllum longinerve ingår i släktet Sematophyllum och familjen Sematophyllaceae. Inga underarter finns listade i Catalogue of Life.